# Eli Biham
Eli Biham (1960) è un crittografo e crittanalista israeliano.
È professore al Technion, l'Istituto Israeliano della Tecnologia Informatica dove tiene corsi di crittografia e sicurezza informatica. Dal 2008 è il decano del dipartimento di scienze informatiche
Biham si è laureato discutendo una tesi sulla crittanalisi differenziale, un metodo di analisi dei cifrari a blocchi da lui inventato insieme all'allora suo professore Adi Shamir.

## Contributi alla crittanalisi
L'elenco che segue raccoglie solo una parte delle pubblicazioni di Biham:
- Crittanalisi differenziale, da lui (re)inventata insieme ad Adi Shamir
- Crittanalisi differenziale impossibile, sviluppata in collaborazione con Adi Shamir ed Alex Biryukov
- Violazione della modalità ANSI X9.52 CBCM (alcuni giorni prima della standardizzazione finale)
- Violazione dei meccanismi di sicurezza del GSM (con Elad Barkan e Nathan Keller)
- Invenzione degli attacchi correlati alla chiave
- Crittoanalisi lineare condizionale - lavoro congiunto con Stav Perle[2]
- Attacchi a scorrimento efficienti con tempi di complessità ridotti[3]

In aggiunta ai suoi contributi alla crittanalisi, Biham ha preso parte allo sviluppo di diverse primitive crittografiche:
- Serpent (con Ross Anderson e Lars Knudsen): un cifrario a blocchi che è stato uno dei finalisti dell'Advanced Encryption Standard;
- Tiger (con Ross Anderson): una veloce funzione di hash per sistemi a 64 bit;
- a hash function fast on 64-bit machines, and
- Py (con Jennifer Seberry): un cifrario a flusso che ha partecipato all'eSTREAM.